# 임용련
임용련(任用璉, 1901년 ~ ?)은 미술가로 오산학교의 미술교사로 재직하였다. 임용련 사진이 아닌 그의 아내 백남순의 사진으로 잘못 올라가있다

## 생애
임용련은 배재고보 재학 중 3·1 운동에 적극 참여했다가 수배령이 내려 만주를 거쳐 상해로 갔다.  중국인 '임파'로 여권을 만들어 미국으로 시카고 미술학교를 졸업한 후 예일대학교 미술대학에 3학년으로 편입하여 드로잉과 유화를 전공했다. 수석졸업하여 1년 유럽미술여행 장학금을 부상으로 받았다. 유럽미술여행 중 프랑스에서 미술을 배우던 화가 백남순을 만나 1930년 4월 결혼하였고 프랑스에서 여러 미술전에 출품하였다. 1930년 7월 미국으로 돌아가지 않고 한국으로 귀국하였다.
1931년부터 평북 정주의 오산학교에서 미술과 영어교사로 재직하면서 이중섭과 문학수 등에게 그림을 가르쳤다. 그는 8·15 광복 후 살고 있던 평북 정주에서 서울로 옮겨와 서울 세관장으로 일했다.
한국전쟁시기 서울이 점령된 후 북한군에게 끌려간 이후로 소식을 알 수 없다.
국립현대미술관에 그의 작품인 <에르블레의 풍경>과 <금강산 만물상>이 소장되어 있다.